# Labium superbum
Labium superbum là một loài tò vò trong họ Ichneumonidae.